# Arnaud Grand
Arnaud Grand (* 28. August 1990 in Montreux) ist ein Schweizer Radrennfahrer und Spezialist im Cyclocross. Seine Spezialität ist das Radquer, wo er Schweizer Meister U23 2010 und 2011 war.
Nachdem Grand als Juniorenfahrer Schweizer Vizemeister im Cyclocross und Mountainbike-Cross Country gewesen war, gewann er in den Jahren 2010 und 2011 die Schweizer Meisterschaften der U23. Bei den Cyclocross-Weltmeisterschaften 2011 der U23 im tschechischen Tábor belegte er Rang vier, 2012 wurde er Sechster. Im Eliterennen der Schweizer Crossmeisterschaften gewann er 2015 die Silbermedaille.
Auf der Strasse fuhr er ab Juni 2012 für das belgische Continental Team Telenet-Fidea. Er gewann 2010 und 2013 Teilstücke beim US-amerikanischen Etappenrennen Tour of the Gila.

## Erfolge
2010
- Schweizer Meister Radquer U23
- eine Etappe Tour of the Gila

2011
- Schweizer Meister Radquer U23

2013
- eine Etappe Tour of the Gila

2014
- Mannschaftszeitfahren Tour de la Guadeloupe

2015
- Schweizer Meisterschaften Radquer Elite